# Лейстра, Франк
Франк Ян Антон Лейстра (нидерл. Frank Jan Anton Leistra; род. 1 апреля 1960, Делфт, Южная Голландия) — нидерландский хоккеист на траве, вратарь. Бронзовый призёр летних Олимпийских игр 1988 года, участник летних Олимпийских игр 1992 года, чемпион мира 1990 года, чемпион Европы 1987 года.

## Биография
Франк Лейстра родился 1 апреля 1960 года в нидерландском городе Делфт.
Играл в хоккей на траве за «Кампонг» из Утрехта и ТМХК из Тилбурга.
1 июня 1985 года дебютировал в сборной Нидерландов в товарищеском матче с Шотландией (5:0).
Четыре раза выигрывал медали Трофея чемпионов: серебряные в 1987 году в Амстелвене, в 1989 году в Западном Берлине и в 1990 году в Мельбурне, бронзовую в 1991 году в Берлине.
В 1987 году завоевал золотую медаль чемпионата Европы в Москве.
В 1988 году вошёл в состав сборной Нидерландов по хоккею на траве на летних Олимпийских играх в Сеуле и завоевал бронзовую медаль. Играл на позиции вратаря, провёл 5 матчей.
В 1989 году завоевал золотую медаль Межконтинентального кубка в Мэдисоне.
В 1990 году завоевал золотую медаль чемпионата мира в Лахоре.
В 1992 году вошёл в состав сборной Нидерландов по хоккею на траве на летних Олимпийских играх в Барселоне, занявшей 4-е место. Играл на позиции вратаря, провёл 7 матчей.
В 1985—1992 годах провёл за сборную Нидерландов 159 матчей.
В 1993 году завершил игровую карьеру и стал тренером. Работал тренером вратарей и ассистентом главного тренера в нидерландских «Хертогенбосхе» и «Оранье Цварте».